# Miroslav Valenta (básník)
Miroslav Valenta (* 22. června 1912 Soběslav – 19. července 1933 u Soběslavi) byl český autor a básník.

## Život
Byl synem úředníka a básníka Vítězslava Valenty. Studoval na gymnáziu v Táboře, kde byl i vedoucím redaktorem studentského časopisu. Po maturitě v roce 1932 začal studovat právnickou fakultu v Praze. Dne 19. července 1933 ho při koupání v Lužnici u čejnovského mlýna ranila mrtvice, na kterou ihned zemřel. Zpopelněn a pohřben byl v Soběslavi. Posmrtně byla vydána jeho básnická sbírka, obsahující díla, jako jsou Jak větry vály, Večery krajů a duší. V roce 1936 byla jeho báseň Skřivan zhudebněna Otakarem Ostrčilem. Postupně bylo vydáno dvanáct divadelních her, například: Život (1930), Hranice (1931) nebo Géniové (1932).